# Lista campioanelor Angliei la fotbal
Campioana Angliei la fotbal este câștigătoarea eșalonului fotbalistic superior din Anglia, Premier League.

## Football League (1888–1892)
| Sezon   | Campioană (nr. de titluri) | Vice-campioană    | Locul trei              | Golgheter                          | Goluri |
| ------- | -------------------------- | ----------------- | ----------------------- | ---------------------------------- | ------ |
| 1888–89 | Preston North End[1]       | Aston Villa       | Wolverhampton Wanderers | John Goodall (Preston North End)   | 21     |
| 1889–90 | Preston North End (2)      | Everton           | Blackburn Rovers        | Jimmy Ross (Preston North End)     | 24     |
| 1890–91 | Everton                    | Preston North End | Notts County            | Jack Southworth (Blackburn Rovers) | 26     |
| 1891–92 | Sunderland                 | Preston North End | Bolton Wanderers        | John Campbell (Sunderland)         | 32     |

## Football League First Division (1892–1992)
| Sezonul         | Champioana Nr. de Titluri                                                                                      | Vice-Campioana                                                                                                 | Locul Trei | Golgheter | Nr. Goluri |
| --------------- | --- | --- | --- | --- | --- |
| 1892–93         | Sunderland A.F.C.                                                                                              | Preston North End F.C.                                                                                         | Everton Football Club                                                                                          | John Campbell (Sunderland A.F.C.)                                                                              | 31 |
| 1893–94         | Aston Villa F.C.                                                                                               | Sunderland A.F.C.                                                                                              | Derby County F.C.                                                                                              | Jack Southworth (Everton F.C.)                                                                                 | 27 |
| 1894–95         | Sunderland A.F.C.                                                                                              | Everton F.C.                                                                                                   | Aston Villa F.C.                                                                                               | John Campbell (Sunderland A.F.C.)                                                                              | 22 |
| 1895–96         | Aston Villa F.C.                                                                                               | Derby County F.C.                                                                                              | Everton F.C.                                                                                                   | John Campbell (Aston Villa F.C.) Steve Bloomer (Derby County F.C.)                                             | 20 |
| 1896–97         | Aston Villa F.C.                                                                                               | Sheffield United F.C.                                                                                          | Derby County F.C.                                                                                              | Steve Bloomer (Derby County F.C.)                                                                              | 22 |
| 1897-98         | Sheffield United F.C.                                                                                          | Sunderland A.F.C.                                                                                              | Wolverhampton Wanderers F.C.                                                                                   | Fred Wheldon (Aston Villa F.C.)                                                                                | 21 |
| 1898-99         | Aston Villa F.C.                                                                                               | Liverpool F.C.                                                                                                 | Burnley F.C.                                                                                                   | Steve Bloomer (Derby County F.C.)                                                                              | 23 |
| 1899-1900       | Aston Villa F.C.                                                                                               | Sheffield United F.C.                                                                                          | Sunderland A.F.C.                                                                                              | Billy Garraty (Aston Villa F.C.)                                                                               | 27 |
| 1900-01         | Liverpool F.C.                                                                                                 | Sunderland A.F.C.                                                                                              | Notts County F.C.                                                                                              | Steve Bloomer (Derby County F.C.)                                                                              | 23 |
| 1901-02         | Sunderland A.F.C.                                                                                              | Everton F.C.                                                                                                   | Newcastle United F.C.                                                                                          | Jimmy Settle (Everton F.C.)                                                                                    | 18 |
| 1902-03         | The Wednesday[8]                                                                                               | Aston Villa F.C.                                                                                               | Sunderland A.F.C.                                                                                              | Sam Raybould (Liverpool F.C.)                                                                                  | 31 |
| 1903-04         | The Wednesday F.C.                                                                                             | Manchester City F.C.                                                                                           | Everton F.C.                                                                                                   | Steve Bloomer (Derby County F.C.)                                                                              | 20 |
| 1904-05         | Newcastle United F.C.                                                                                          | Everton F.C.                                                                                                   | Manchester City F.C.                                                                                           | Arthur Brown (Sheffield United F.C.)                                                                           | 22 |
| 1905-006        | Liverpool F.C.                                                                                                 | Preston North End F.C.                                                                                         | Sheffield Wednesday F.C.                                                                                       | Albert Shepherd (Bolton Wanderers F.C.)                                                                        | 26 |
| 1906-07         | Newcastle United F.C.                                                                                          | Bristol City F.C.                                                                                              | Everton F.C.                                                                                                   | Alex Young (Everton F.C.)                                                                                      | 30 |
| 1907-08         | Manchester United F.C.                                                                                         | Aston Villa F.C.                                                                                               | Manchester City F.C.                                                                                           | Enoch West (Nottingham Forest F.C.)                                                                            | 27 |
| 1908-09         | Newcastle United F.C.                                                                                          | Everton F.C.                                                                                                   | Sunderland A.F.C.                                                                                              | Bert Freeman (Everton F.C.)                                                                                    | 38 |
| 1909-10         | Aston Villa F.C.                                                                                               | Liverpool F.C.                                                                                                 | Blackburn Rovers F.C.                                                                                          | Jack Parkinson (Liverpool F.C.)                                                                                | 30 |
| 1910-11         | Manchester United F.C.                                                                                         | Aston Villa F.C.                                                                                               | Sunderland A.F.C.                                                                                              | Albert Shepherd (Newcastle United F.C.)                                                                        | 25 |
| 1911-12         | Blackburn Rovers F.C.                                                                                          | Everton | Newcastle United F.C.                                                                                          | Harry Hampton (Aston Villa F.C.) George Holley (Sunderland A.F.C.) David McLean (The Wednesday)                | 25 |
| 1912-13         | Sunderland A.F.C.                                                                                              | Aston Villa F.C.                                                                                               | The Wednesday F.C.                                                                                             | David McLean (The Wednesday F.C.)                                                                              | 30 |
| 1913-14         | Blackburn Rovers F.C.                                                                                          | Aston Villa F.C.                                                                                               | Middlesbrough F.C.                                                                                             | George Elliott (Middlesbrough F.C.)                                                                            | 32 |
| 1914–15         | Everton F.C.                                                                                                   | Oldham Athletic A.F.C.                                                                                         | Blackburn Rovers F.C.                                                                                          | Bobby Parker (Everton F.C.)                                                                                    | 35 |
| 1915/16–1918/19 | Competiția suspendată în timpul Primului Război Mondial.                                                       | Competiția suspendată în timpul Primului Război Mondial.                                                       | Competiția suspendată în timpul Primului Război Mondial.                                                       | Competiția suspendată în timpul Primului Război Mondial.                                                       | Competiția suspendată în timpul Primului Război Mondial.                                                       |
| 1919–20         | West Bromwich Albion F.C.                                                                                      | Burnley F.C.                                                                                                   | Chelsea F.C.                                                                                                   | Fred Morris (West Bromwich Albion F.C.)                                                                        | 37 |
| 1920–21         | Burnley | Manchester City F.C.                                                                                           | Bolton Wanderers F.C.                                                                                          | Joe Smith (Bolton Wanderers F.C.)                                                                              | 38 |
| 1921–22         | Liverpool F.C.                                                                                                 | Tottenham Hotspur F.C.                                                                                         | Burnley F.C.                                                                                                   | Andrew Wilson (Middlesbrough F.C.)                                                                             | 31 |
| 1922–23         | Liverpool F.C.                                                                                                 | Sunderland A.F.C.                                                                                              | Huddersfield Town F.C.                                                                                         | Charlie Buchan (Sunderland A.F.C.)                                                                             | 30 |
| 1923–24         | Huddersfield Town F.C.                                                                                         | Cardiff City F.C.                                                                                              | Sunderland A.F.C.                                                                                              | Wilf Chadwick (Everton F.C.)                                                                                   | 28 |
| 1924–25         | Huddersfield Town F.C.                                                                                         | West Bromwich Albion F.C.                                                                                      | Bolton Wanderers F.C.                                                                                          | Frank Roberts (Manchester City F.C.)                                                                           | 31 |
| 1925–26         | Huddersfield Town F.C.                                                                                         | Arsenal F.C.                                                                                                   | Sunderland A.F.C.                                                                                              | Ted Harper (Blackburn Rovers F.C.)                                                                             | 43 |
| 1926–27         | Newcastle United F.C.                                                                                          | Huddersfield Town F.C.                                                                                         | Sunderland A.F.C.                                                                                              | Jimmy Trotter (The Wednesday F.C.)                                                                             | 37 |
| 1927–28         | Everton F.C.                                                                                                   | Huddersfield Town F.C.                                                                                         | Leicester City F.C.                                                                                            | Dixie Dean (Everton F.C.)                                                                                      | 60 |
| 1928–29         | The Wednesday F.C.                                                                                             | Leicester City F.C.                                                                                            | Aston Villa F.C.                                                                                               | Dave Halliday (Sunderland A.F.C.)                                                                              | 43 |
| 1929–30         | Sheffield Wednesday F.C.                                                                                       | Derby County F.C.                                                                                              | Manchester City F.C.                                                                                           | Vic Watson (West Ham United F.C.)                                                                              | 41 |
| 1930–31         | Arsenal F.C.                                                                                                   | Aston Villa F.C.                                                                                               | Sheffield Wednesday F.C.                                                                                       | Tom Waring (Aston Villa F.C.)                                                                                  | 49 |
| 1931–32         | Everton F.C.                                                                                                   | Arsenal F.C.                                                                                                   | Sheffield Wednesday F.C.                                                                                       | Dixie Dean (Everton F.C.)                                                                                      | 44 |
| 1932–33         | Arsenal F.C.                                                                                                   | Aston Villa F.C.                                                                                               | Sheffield Wednesday F.C.                                                                                       | Jack Bowers (Derby County F.C.)                                                                                | 35 |
| 1933–34         | Arsenal F.C.                                                                                                   | Huddersfield Town F.C.                                                                                         | Tottenham Hotspur F.C.                                                                                         | Jack Bowers (Derby County F.C.)                                                                                | 34 |
| 1934–35         | Arsenal F.C.                                                                                                   | Sunderland A.F.C.                                                                                              | Sheffield Wednesday F.C.                                                                                       | Ted Drake (Arsenal F.C.)                                                                                       | 42 |
| 1935–36         | Sunderland A.F.C.                                                                                              | Derby County F.C.                                                                                              | Huddersfield Town F.C.                                                                                         | W. G. Richardson (West Bromwich Albion F.C.)                                                                   | 39 |
| 1936–37         | Manchester City F.C.                                                                                           | Charlton Athletic F.C.                                                                                         | Arsenal F.C.                                                                                                   | Freddie Steele (Stoke City F.C.)                                                                               | 33 |
| 1937–38         | Arsenal F.C.                                                                                                   | Wolverhampton Wanderers F.C.                                                                                   | Preston North End F.C.                                                                                         | Tommy Lawton (Everton F.C.)                                                                                    | 28 |
| 1938–39         | Everton F.C.                                                                                                   | Wolverhampton Wanderers F.C.                                                                                   | Charlton Athletic F.C.                                                                                         | Tommy Lawton (Everton F.C.)                                                                                    | 35 |
| 1939–40         | Liga a fost suspendată în timpul celui de Al Doilea Război Mondial (Blackpool FC era în fruntea clasamentului) | Liga a fost suspendată în timpul celui de Al Doilea Război Mondial (Blackpool FC era în fruntea clasamentului) | Liga a fost suspendată în timpul celui de Al Doilea Război Mondial (Blackpool FC era în fruntea clasamentului) | Liga a fost suspendată în timpul celui de Al Doilea Război Mondial (Blackpool FC era în fruntea clasamentului) | Liga a fost suspendată în timpul celui de Al Doilea Război Mondial (Blackpool FC era în fruntea clasamentului) |
| 1940/41–1945/46 | Liga a fost suspendată în timpul celui de Al Doilea Război Mondial                                             | Liga a fost suspendată în timpul celui de Al Doilea Război Mondial                                             | Liga a fost suspendată în timpul celui de Al Doilea Război Mondial                                             | Liga a fost suspendată în timpul celui de Al Doilea Război Mondial                                             | Liga a fost suspendată în timpul celui de Al Doilea Război Mondial                                             |
| 1946–47         | Liverpool F.C.                                                                                                 | Manchester United F.C.                                                                                         | Wolverhampton Wanderers F.C.                                                                                   | Dennis Westcott (Wolverhampton Wanderers F.C.)                                                                 | 37 |
| 1947–48         | Arsenal F.C.                                                                                                   | Manchester United F.C.                                                                                         | Burnley F.C.                                                                                                   | Ronnie Rooke (Arsenal F.C.)                                                                                    | 33 |
| 1948–49         | Portsmouth F.C.                                                                                                | Manchester United F.C.                                                                                         | Derby County F.C.                                                                                              | Willie Moir (Bolton Wanderers F.C.)                                                                            | 25 |
| 1949–50         | Portsmouth F.C.                                                                                                | Wolverhampton Wanderers F.C.                                                                                   | Sunderland A.F.C.                                                                                              | Dickie Davis (Sunderland A.F.C.)                                                                               | 25 |
| 1950–51         | Tottenham Hotspur F.C.                                                                                         | Manchester United F.C.                                                                                         | Blackpool F.C.                                                                                                 | Stan Mortensen (Blackpool F.C.)                                                                                | 30 |
| 1951–52         | Manchester United F.C.                                                                                         | Tottenham Hotspur F.C.                                                                                         | Arsenal F.C.                                                                                                   | George Robledo (Newcastle United F.C.)                                                                         | 33 |
| 1952–53         | Arsenal F.C.                                                                                                   | Preston North End F.C.                                                                                         | Wolverhampton Wanderers F.C.                                                                                   | Charlie Wayman (Preston North End F.C.)                                                                        | 24 |
| 1953–54         | Wolverhampton Wanderers F.C.                                                                                   | West Bromwich Albion F.C.                                                                                      | Huddersfield Town F.C.                                                                                         | Jimmy Glazzard (Huddersfield Town F.C.)                                                                        | 29 |
| 1954–55         | Chelsea F.C.                                                                                                   | Wolverhampton Wanderers F.C.                                                                                   | Portsmouth F.C.                                                                                                | Ronnie Allen (West Bromwich Albion F.C.)                                                                       | 27 |
| 1955–56         | Manchester United F.C.                                                                                         | Blackpool F.C.                                                                                                 | Wolverhampton Wanderers F.C.                                                                                   | Nat Lofthouse (Bolton Wanderers F.C.)                                                                          | 33 |
| 1956–57         | Manchester United F.C.                                                                                         | Tottenham Hotspur F.C.                                                                                         | Preston North End F.C.                                                                                         | John Charles (Leeds United A.F.C.)                                                                             | 38 |
| 1957–58         | Wolverhampton Wanderers F.C.                                                                                   | Preston North End F.C.                                                                                         | Tottenham Hotspur F.C.                                                                                         | Bobby Smith (Tottenham Hotspur F.C.)                                                                           | 36 |
| 1958–59         | Wolverhampton Wanderers F.C.                                                                                   | Manchester United F.C.                                                                                         | Arsenal F.C.                                                                                                   | Jimmy Greaves (Chelsea F.C.)                                                                                   | 33 |
| 1959–60         | Burnley F.C.                                                                                                   | Wolverhampton Wanderers F.C.                                                                                   | Tottenham Hotspur F.C.                                                                                         | Dennis Viollet (Manchester United F.C.)                                                                        | 32 |
| 1960–61         | Tottenham Hotspur F.C.                                                                                         | Sheffield Wednesday F.C.                                                                                       | Wolverhampton Wanderers F.C.                                                                                   | Jimmy Greaves (Chelsea F.C.)                                                                                   | 41 |
| 1961–62         | Ipswich Town F.C.                                                                                              | Burnley F.C.                                                                                                   | Tottenham Hotspur F.C.                                                                                         | Ray Crawford (Ipswich Town F.C.) Derek Kevan (West Bromwich Albion F.C.)                                       | 33 |
| 1962–63         | Everton F.C.                                                                                                   | Tottenham Hotspur F.C.                                                                                         | Burnley F.C.                                                                                                   | Jimmy Greaves (Tottenham Hotspur F.C.)                                                                         | 37 |
| 1963–64         | Liverpool F.C.                                                                                                 | Manchester United F.C.                                                                                         | Everton F.C.                                                                                                   | Jimmy Greaves (Tottenham Hotspur F.C.)                                                                         | 35 |
| 1964–65         | Manchester United F.C.                                                                                         | Leeds United F.C.                                                                                              | Chelsea F.C.                                                                                                   | Andy McEvoy (Blackburn Rovers F.C.) Jimmy Greaves (Tottenham Hotspur F.C.)                                     | 29 |
| 1965–66         | Liverpool F.C.                                                                                                 | Leeds United F.C.                                                                                              | Burnley F.C.                                                                                                   | Willie Irvine (Burnley F.C.)                                                                                   | 29 |
| 1966–67         | Manchester United F.C.                                                                                         | Nottingham Forest F.C.                                                                                         | Tottenham Hotspur F.C.                                                                                         | Ron Davies (Ron Davies (Southampton F.C.)                                                                      | 37 |
| 1967–68         | Manchester City F.C.                                                                                           | Manchester United F.C.                                                                                         | Liverpool F.C.                                                                                                 | George Best (Manchester United F.C.) Ron Davies (Southampton F.C.)                                             | 28 |
| 1968–69         | Leeds United                                                                                                   | Liverpool | Everton | Jimmy Greaves (Tottenham Hotspur)                                                                              | 27 |
| 1969–70         | Everton F.C.                                                                                                   | Leeds United A.F.C.                                                                                            | Chelsea F.C.                                                                                                   | Jeff Astle (West Bromwich Albion F.C.)                                                                         | 25 |
| 1970–71         | Arsenal F.C.                                                                                                   | Leeds United                                                                                                   | Tottenham Hotspur                                                                                              | Tony Brown (West Bromwich Albion)                                                                              | 28 |
| 1971–72         | Derby County F.C.                                                                                              | Leeds United A.F.C.                                                                                            | Liverpool F.C.                                                                                                 | Francis Lee (Manchester City F.C.)                                                                             | 33 |
| 1972–73         | Liverpool F.C.                                                                                                 | Arsenal F.C.                                                                                                   | Leeds United A.F.C.                                                                                            | Pop Robson (West Ham United F.C.)                                                                              | 28 |
| 1973–74         | Leeds United A.F.C.                                                                                            | Liverpool F.C.                                                                                                 | Derby County F.C.                                                                                              | Mick Channon (Southampton F.C.)                                                                                | 21 |
| 1974–75         | Derby County F.C.                                                                                              | Liverpool F.C.                                                                                                 | Ipswich Town F.C.                                                                                              | Malcolm Macdonald (Newcastle United F.C.)                                                                      | 21 |
| 1975–76         | Liverpool F.C.                                                                                                 | Queens Park Rangers F.C.                                                                                       | Manchester United F.C.                                                                                         | Ted MacDougall (Norwich City F.C.)                                                                             | 23 |
| 1976–77         | Liverpool F.C.                                                                                                 | Manchester City F.C.                                                                                           | Ipswich Town F.C.                                                                                              | Malcolm Macdonald (Arsenal F.C.) Andy Gray (Aston Villa F.C.)                                                  | 25 |
| 1977–78         | Nottingham Forest F.C.                                                                                         | Liverpool F.C.                                                                                                 | Everton F.C.                                                                                                   | Bob Latchford (Everton F.C.)                                                                                   | 30 |
| 1978–79         | Liverpool F.C.                                                                                                 | Nottingham Forest F.C.                                                                                         | West Bromwich Albion F.C.                                                                                      | Frank Worthington (Bolton Wanderers F.C.)                                                                      | 24 |
| 1979–80         | Liverpool | Manchester United F.C.                                                                                         | Ipswich Town F.C.                                                                                              | Phil Boyer (Southampton F.C.)                                                                                  | 23 |
| 1980–81         | Aston Villa F.C.                                                                                               | Ipswich Town F.C.                                                                                              | Arsenal | Peter Withe (Aston Villa F.C.) Steve Archibald (Tottenham Hotspur F.C.)                                        | 20 |
| 1981–82 [5]     | Liverpool F.C.                                                                                                 | Ipswich Town F.C.                                                                                              | Manchester United F.C.                                                                                         | Kevin Keegan (Southampton F.C.)                                                                                | 26 |
| 1982–83         | Liverpool F.C.                                                                                                 | Watford F.C.                                                                                                   | Manchester United F.C.                                                                                         | Luther Blissett (Watford F.C.)                                                                                 | 27 |
| 1983–84         | Liverpool F.C.                                                                                                 | Southampton F.C.                                                                                               | Nottingham Forest F.C.                                                                                         | Ian Rush (Liverpool F.C.)                                                                                      | 32 |
| 1984–85         | Everton F.C.                                                                                                   | Liverpool F.C.                                                                                                 | Tottenham Hotspur F.C.                                                                                         | Kerry Dixon (Chelsea F.C.) Gary Lineker (Leicester City F.C.)                                                  | 24 |
| 1985–86         | Liverpool F.C.                                                                                                 | Everton F.C.                                                                                                   | West Ham United F.C.                                                                                           | Gary Lineker (Everton F.C.)                                                                                    | 30 |
| 1986–87         | Everton F.C.                                                                                                   | Liverpool F.C.                                                                                                 | Tottenham Hotspur F.C.                                                                                         | Clive Allen (Tottenham Hotspur F.C.)                                                                           | 33 |
| 1987–88         | Liverpool F.C.                                                                                                 | Manchester United F.C.                                                                                         | Nottingham Forest F.C.                                                                                         | John Aldridge (Liverpool F.C.)                                                                                 | 26 |
| 1988–89         | Arsenal F.C.                                                                                                   | Liverpool F.C.                                                                                                 | Nottingham Forest F.C.                                                                                         | Alan Smith (Arsenal F.C.)                                                                                      | 23 |
| 1989–90         | Liverpool F.C.                                                                                                 | Aston Villa F.C.                                                                                               | Tottenham Hotspur F.C.                                                                                         | Gary Lineker (Tottenham Hotspur F.C.)                                                                          | 24 |
| 1990–91         | Arsenal F.C.                                                                                                   | Liverpool F.C.                                                                                                 | Crystal Palace F.C.                                                                                            | Alan Smith (Arsenal F.C.)                                                                                      | 22 |
| 1991–92         | Leeds United F.C.                                                                                              | Manchester United F.C.                                                                                         | Sheffield Wednesday F.C.                                                                                       | Ian Wright (Crystal Palace F.C. / Arsenal F.C.)                                                                | 29 |

## Premier League (1992–prezent)
| Sezon     | Campioană (nr. de titluri) | Vice-campioană    | Locul trei        | Golgheter                                                                                        | Goluri |
| --------- | -------------------------- | ----------------- | ----------------- | ------------------------------------------------------------------------------------------------ | ------ |
| 1992–93   | Manchester United (8)      | Aston Villa       | Norwich City      | Teddy Sheringham (Nottingham Forest/Tottenham Hotspur)                                           | 22     |
| 1993–94   | Manchester United (9)      | Blackburn Rovers  | Newcastle United  | Andrew Cole (Newcastle United)                                                                   | 34     |
| 1994–95   | Blackburn Rovers (3)       | Manchester United | Nottingham Forest | Alan Shearer (Blackburn Rovers)                                                                  | 34     |
| 1995–96   | Manchester United (10)     | Newcastle United  | Liverpool         | Alan Shearer (Blackburn Rovers)                                                                  | 31     |
| 1996–97   | Manchester United (11)     | Newcastle United  | Arsenal           | Alan Shearer (Newcastle United)                                                                  | 25     |
| 1997–98   | Arsenal (11)               | Manchester United | Liverpool         | Chris Sutton (Blackburn Rovers) Dion Dublin (Coventry City) Michael Owen (Liverpool)             | 18     |
| 1998–99   | Manchester United[7] (12)  | Arsenal           | Chelsea           | Jimmy Floyd Hasselbaink (Leeds United) Michael Owen (Liverpool) Dwight Yorke (Manchester United) | 18     |
| 1999–2000 | Manchester United (13)     | Arsenal           | Leeds United      | Kevin Phillips (Sunderland)                                                                      | 30     |
| 2000–01   | Manchester United (14)     | Arsenal           | Liverpool         | Jimmy Floyd Hasselbaink (Chelsea)                                                                | 23     |
| 2001–02   | Arsenal (12)               | Liverpool         | Manchester United | Thierry Henry (Arsenal)                                                                          | 24     |
| 2002–03   | Manchester United (15)     | Arsenal           | Newcastle United  | Ruud van Nistelrooy (Manchester United)                                                          | 25     |
| 2003–04   | Arsenal[1] (13)            | Chelsea           | Manchester United | Thierry Henry (Arsenal)                                                                          | 30     |
| 2004–05   | Chelsea[4] (2)             | Arsenal           | Manchester United | Thierry Henry (Arsenal)                                                                          | 25     |
| 2005–06   | Chelsea (3)                | Manchester United | Liverpool         | Thierry Henry (Arsenal)                                                                          | 27     |
| 2006–07   | Manchester United (16)     | Chelsea           | Liverpool         | Didier Drogba (Chelsea)                                                                          | 20     |
| 2007–08   | Manchester United (17)     | Chelsea           | Arsenal           | Cristiano Ronaldo (Manchester United)                                                            | 31     |
| 2008–09   | Manchester United[4] (18)  | Liverpool         | Chelsea           | Nicolas Anelka (Chelsea)                                                                         | 19     |
| 2009–10   | Chelsea (4)                | Manchester United | Arsenal           | Didier Drogba (Chelsea)                                                                          | 29     |
| 2010–11   | Manchester United (19)     | Chelsea           | Manchester City   | Dimitar Berbatov (Manchester United) Carlos Tévez (Manchester City)                              | 20     |
| 2011–12   | Manchester City (5)        | Manchester United | Arsenal           | Robin van Persie (Arsenal)                                                                       | 30     |
| 2012–13   | Manchester United (20)     | Manchester City   | Chelsea           | Robin van Persie (Manchester United)                                                             | 26     |
| 2013–14   | Manchester City (8)        | Liverpool         | Chelsea           | Luis Suárez (Liverpool)                                                                          | 31     |
| 2014–15   | Chelsea (5)                | Manchester City   | Arsenal           | Sergio Agüero (Manchester City)                                                                  | 26     |
| 2015–16   | Leicester City (1)         | Arsenal           | Tottenham Hotspur | Harry Kane (Tottenham Hotspur)                                                                   | 25     |
| 2016–17   | Chelsea (6)                | Tottenham Hotspur | Manchester City   | Harry Kane (Tottenham Hotspur)                                                                   | 29     |
| 2017-18   | Manchester City (6)        | Manchester United | Tottenham Hotspur | Mohamed Salah (Liverpool)                                                                        | 32     |
| 2018-19   | Manchester City (7)        | Liverpool         | Chelsea           | Mohamed Salah (Liverpool) Pierre-Emerick Aubameyang (Arsenal) Sadio Mane (Liverpool)             | 22     |
| 2019-20   | Liverpool                  | Manchester City   | Manchester United | Jamie Vardy (Leicester City)                                                                     | 23     |
| 2020-21   | Manchester City            | Manchester United | Liverpool         | Harry Kane ( Tottenham Hotspur)                                                                  | 23     |
| 2021-22   | Manchester City            | Liverpool         | Chelsea           | Mohamed Salah (Liverpool), Son Heung-min (Tottenham Hotspur)                                     | 23     |
| 2022-23   | Manchester City            | Arsenal           | Manchester United | Erling Haaland (Manchester City)                                                                 | 36     |
| 2023-24   | Manchester City            | Arsenal           | Liverpool         | Erling Haaland ( Manchester City )                                                               | 27     |
| 2024-25   | Liverpool                  | Arsenal           | Manchester City   | Mohamed Salah (Liverpool)                                                                        | 29     |

Aldin indeică câștigătorii dublei – Liga și Cupa Angliei sau Liga și Liga Campionilor
Cursiv indică câștigătorii Treble –  Liga, Cupa și Liga Campionilor

## Titluri câștigate în total
Echipele cu aldin evoluează în sezonul Premier League 2019-2020
| Club                    | Titluri | Vice-campioană | Sezoanele câștigătoare |
| ----------------------- | ------- | -------------- | --- |
| Manchester United       | 20      | 15             | 1907–08, 1910–11, 1951–52, 1955–56, 1956–57, 1964–65, 1966–67, 1992–93, 1993–94, 1995–96, 1996–97, 1998–99, 1999–00, 2000–01, 2002–03, 2006–07, 2007–08, 2008–09, 2010–11, 2012–13 |
| Liverpool               | 19      | 13             | 1900–01, 1905–06, 1921–22, 1922–23, 1946–47, 1963–64, 1965–66, 1972–73, 1975–76, 1976–77, 1978–79, 1979–80, 1981–82, 1982–83, 1983–84, 1985–86, 1987–88, 1989–90, 2019-20          |
| Arsenal                 | 13      | 9              | 1930–31, 1932–33, 1933–34, 1934–35, 1937–38, 1947–48, 1952–53, 1970–71, 1988–89, 1990–91, 1997–98, 2001–02, 2003–04                                                                |
| Everton                 | 9       | 7              | 1890–91, 1914–15, 1927–28, 1931–32, 1938–39, 1962–63, 1969–70, 1984–85, 1986–87 |
| Aston Villa             | 7       | 10             | 1893–94, 1895–96, 1896–97, 1898–99, 1899–00, 1909–10, 1980–81 |
| Manchester City         | 8       | 5              | 1936–37, 1967–68, 2011–12, 2013–14, 2017-18, 2018-19, 2020-21, 2021-23 |
| Sunderland              | 6       | 5              | 1891–92, 1892–93, 1894–95, 1901–02, 1912–13, 1935–36 |
| Chelsea                 | 6       | 4              | 1954–55, 2004–05, 2005–06, 2009–10, 2014–15, 2016–17 |
| Newcastle United        | 4       | 2              | 1904–05, 1906–07, 1908–09, 1926–27 |
| Sheffield Wednesday     | 4       | 1              | 1902–03, 1903–04, 1928–29, 1929–30 |
| Leeds United            | 3       | 5              | 1968–69, 1973–74, 1991–92 |
| Wolverhampton Wanderers | 3       | 5              | 1953–54, 1957–58, 1958–59 |
| Huddersfield Town       | 3       | 3              | 1923–24, 1924–25, 1925–26 |
| Blackburn Rovers        | 3       | 1              | 1911–12, 1913–14, 1994–95 |
| Preston North End       | 2       | 6              | 1888–89, 1889–90 |
| Tottenham Hotspur       | 2       | 4              | 1950–51, 1960–61 |
| Derby County            | 2       | 3              | 1971–72, 1974–75 |
| Burnley                 | 2       | 2              | 1920–21, 1959–60 |
| Portsmouth              | 2       | 0              | 1948–49, 1949–50 |
| Ipswich Town            | 1       | 2              | 1961–62 |
| Nottingham Forest       | 1       | 2              | 1977–78 |
| Sheffield United        | 1       | 2              | 1897–98 |
| West Bromwich Albion    | 1       | 2              | 1919–20 |
| Leicester City          | 1       | 1              | 2015-16 |

## Titluri cucerite după regiune
24 de echipe au devenit Campioană a Angliei, dintr-un total de 8 regiuni. Nord Vest-ul a obținut aproape jumătate din totalul de trofee posibile cu 63 din 1147 sezoane.
| Regiune              | Titluri | Echipe |
| -------------------- | ------- | --- |
| North West           | 63      | Manchester United (20), Liverpool (19), Everton (9), Manchester City (8), Blackburn Rovers (3), Burnley (2), Preston North End (2) |
| London               | 20      | Arsenal (13), Chelsea (5), Tottenham Hotspur (2)                                                                                   |
| Yorkshire and Humber | 11      | Sheffield Wednesday (4), Leeds United (3), Huddersfield Town (3), Sheffield United (1)                                             |
| West Midlands        | 11      | Aston Villa (7), Wolverhampton Wanderers (3), West Bromwich Albion (1)                                                             |
| North East           | 10      | Sunderland (6), Newcastle United (4)                                                                                               |
| East Midlands        | 4       | Derby County (2), Leicester City (1), Nottingham Forest (1)                                                                        |
| South East           | 2       | Portsmouth (2) |
| East of England      | 1       | Ipswich Town (1) |
| South West           | –       | |
| Wales                | –       | |

## Legături externe
- en  "Past winners–The Football League" Football League website. Retrieved 29 august 2008.
- en  "English League Leading Goalscorers" RSSSF. Retrieved 11 June 2009.